# Sofiane Younès
Sofiane Younès (sinh ngày 25 tháng 11 năm 1982 ở El Biar, Algiers) là một cầu thủ bóng đá người Algérie hiện tại thi đấu ở vị trí tiền đạo cho MC Alger ở Giải bóng đá hạng nhất quốc gia Algérie.

## Sự nghiệp câu lạc bộ
Ngày 23 tháng 7 năm 2010, Younès ký bản hợp đồng 1 năm cùng với JS Kabylie.

## Danh hiệu
- Vô địch Cúp bóng đá Algérie 3 lần: 
  - Hai lần cùng với MC Alger năm 2006 và 2007
  - Một lần cùng với JS Kabylie năm 2011
- Vô địch Siêu cúp bóng đá Algérie 2 lần cùng với MC Alger năm 2006 và 2007
- Có 2 lần ra sân cho đội tuyển quốc gia Algérie